# 多摩警察署
多摩警察署（たまけいさつしょ）は、神奈川県警察が管轄する警察署の一つ。
川崎市警察部隷下、第三方面に属する中規模警察署であり署長は警視。識別章所属表示はSG。
管轄区域内は小田急小田原線の向ヶ丘遊園駅周辺からJR南武線・小田急線の登戸駅周辺一帯や、区西部にある南武線と京王相模原線が交わる稲田堤駅周辺地区が特に犯罪多発地域である。昔ながらの街道が多く、沿道には古くからの商店街が栄える一方、新興住宅地の一面もあり、近年では110番通報も増加傾向にある。人口およそ22万人が住む川崎市多摩区全域の治安を担っている。
管轄区域北側は、警視庁多摩中央警察署の管轄と隣接しており、しばしば警視庁と相互の緊急配備や事件手配が行われ、その訓練も行われている。
平成24年以降、繁華街等における街頭犯罪抑止対策のため、街頭防犯カメラが運用されている県下で数少ない警察署の1つ。

## 所在地
- 川崎市多摩区枡形3丁目1番1号
  - 最寄駅:小田急小田原線 向ヶ丘遊園駅

## 管轄区域
- 川崎市多摩区全域
  - 管轄面積：20.39km2

## 沿革
- 1962年4月1日　神奈川県稲田警察署として開設。
- 1972年4月1日　川崎市の政令指定都市移行に伴い、神奈川県多摩警察署に改称。
- 1974年11月28日　現在地に現庁舎が完成。
- 1987年4月1日　管轄区域のうち、川崎市麻生区を新設された麻生警察署に移管。

## 組織
- 署長（警視）
- 副署長（警視）
- 地域担当次長（警視）
- 刑事兼生活安全担当次長（警視）
- 警務課 - 警務係、住民相談係
- 留置管理課（平成28年度新設） - 管理係
- 会計課 - 会計係
- 生活安全課 - 防犯少年係、経済保安係
- 地域第一課 - 地域企画係、地域係
- 地域第二課 - 地域係
- 地域第三課 - 地域係

（警ら用無線自動車3台、小型警ら車2台）
- 刑事課 - 刑事総務係、強行犯係、知能犯係、盗犯係、鑑識係、組織犯罪対策係
- 交通課 - 交通総務係、交通捜査係、交通指導係
- 警備課 - 警備係

※「神奈川県警察の組織に関する規則（昭和44年神奈川県公安委員会規則第2号）」を参考にした。

## 交番
- 向ヶ丘遊園駅前交番（多摩区登戸2737番地）
- 登戸駅前交番（多摩区登戸3329番地6）
- 宿河原交番（多摩区宿河原3丁目13番14号）
- 堰交番（多摩区堰1丁目16番2号）
- 中野島交番（多摩区中野島6丁目29番11号）
- 菅交番（多摩区菅2丁目5番3号）
- 菅星ヶ丘交番（多摩区菅北浦4丁目12番1号）
- 読売ランド駅前交番（多摩区西生田2丁目13番12号）
- 長沢交番（多摩区長沢3丁目8番7号）
- 生田交番（多摩区生田8丁目7番3号）- 隣接の交番と統合することにより、2024年3月31をもって廃止[1][2][3][4]。

## 自動車ナンバー自動読取装置（Nシステム）
- 多摩区西生田2丁目（県道3号）
- 多摩区堰3丁目（県道鹿島田菅線）

## 過去の重大事件・事故等
- 男児投げ落とし事件（2006年3月20日） - 中野島の高層住宅から小学校3年生の男児が投げ落とされ殺害された事件。
- 登戸における児童連続殺傷事件（2019年5月28日）